# South Melbourne
South Melbourne eller Melbourne South är en stadsnära förort i Australien, som ligger 3 kilometer söder om Melbourne central business district. Den ligger i kommunen Port Phillip och delstaten Victoria, nära delstatshuvudstaden Melbourne. Antalet invånare är 11,584.
Runt South Melbourne är det mycket tätbefolkat, med 4,620 invånare per kvadratkilometer.. 
Runt South Melbourne är det i huvudsak tätbebyggt. Genomsnittlig årsnederbörd är 1 244 millimeter. Den regnigaste månaden är juli, med i genomsnitt 140 mm nederbörd, och den torraste är januari, med 49 mm nederbörd.